# Roger Creton
Pour les articles homonymes, voir Creton (homonymie).
Roger Creton, né le 24 mars 1926 à Saint-Ouen-du-Breuil et mort le 2 juillet 2002 à Barentin, est un coureur cycliste français. Professionnel dans les années 1940 et 1950, il participe à deux reprises au Tour de France. Il compte notamment une victoire d'étape sur le Circuit des six provinces ainsi que plusieurs succès sur des courses régionales normandes, et des places d'honneur sur le Grand Prix des Nations ou Paris-Camembert.

## Palmarès
- 1946
  - Paris-Épernay
  - Paris-Elbeuf
  - Paris-Bernay
  - 2e du championnat de Normandie
- 1948
  - Paris-Laon
  - 2e du Maillot des As
  - 3e du Grand Prix du Débarquement Nord
- 1949
  - Maillot des As
  - Paris-Barentin
  - 3e du Tour du Calvados
- 1950
  - 6ea étape du Circuit des six provinces (contre-la-montre)
- 1951
  - Boucles de la Gartempe :
    - Classement général
    - 2e étape

  - 2e de Paris-Camembert
- 1952
  - 3e de Paris-Limoges
- 1953
  - 2e du Grand Prix des Nations
  - 3e du Tour de l'Orne

## Résultats sur les grands tours

### Tour de France
2 participations
- 1950 : 39e
- 1951 : abandon (8e étape)